# احمد علی جابر
احمد علی جابر (عربی: أحمد علي جابر؛ زادهٔ ۲ اوت ۱۹۸۲) یک بازیکن فوتبال اهل عراق است.
وی همچنین در تیم ملی فوتبال عراق بازی کرده است.